# پالین مک‌لین
پالین مک‌لین (انگلیسی: Pauline McLynn؛ زادهٔ ۱۱ ژوئیهٔ ۱۹۶۲) بازیگر، مؤلف اهل جمهوری ایرلند است. وی از سال ۱۹۸۸ میلادی تاکنون مشغول فعالیت بوده‌است.
از فیلم‌ها یا برنامه‌های تلویزیونی که وی در آن نقش داشته‌است می‌توان به قلمپرها، دور و دورتر، خاکسترهای آنجلا، نورا و نوبل اشاره کرد.